# طرد مفخخ
طرد مفخخ وتسمى أيضا رسالة ملغومة هي عبوة ناسفة يتم إرسالها عبر الخدمة البريدية صممت لكي تجرح أو تقتل مستلم الطرد عند فتحه. الرسائل المفخخة بالغالب تكون مصممة لتنفجر على الفور عند فتحه مع نية جدية بإصابة أو قتل المستلم (من المحتمل أن لايكون الشخص المراد إصابته).